# FlixBus
FlixBus (pronunciación en alemán: /'flɪksbʊs/; estilizado como FLiXBUS) es una compañía alemana que ofrece viajes de bajo coste en autobús entre ciudades en Europa, Norteamérica , Brasil y Chile. Es filial de Flix SE, al igual que FlixTrain, FlixCar, Kâmil Koç y Greyhound Lines. En junio de 2021 la compañía estaba valorada en  tres mil millones de dólares.
Generalmente Flixbus opera los autobuses que son de su propiedad entre los destinos que ofrece, aunque en ocasiones trabaja con terceros a cambio de una comisión por los servicios.

Destinos Flixbus

En función de sus orígenes, la compañía tiene una cuota de en torno al 90% de los viajes en autobús entre ciudades en Alemania, donde sus servicios suelen preferirse por gente joven debido a su política de precios bajos.

## Historia

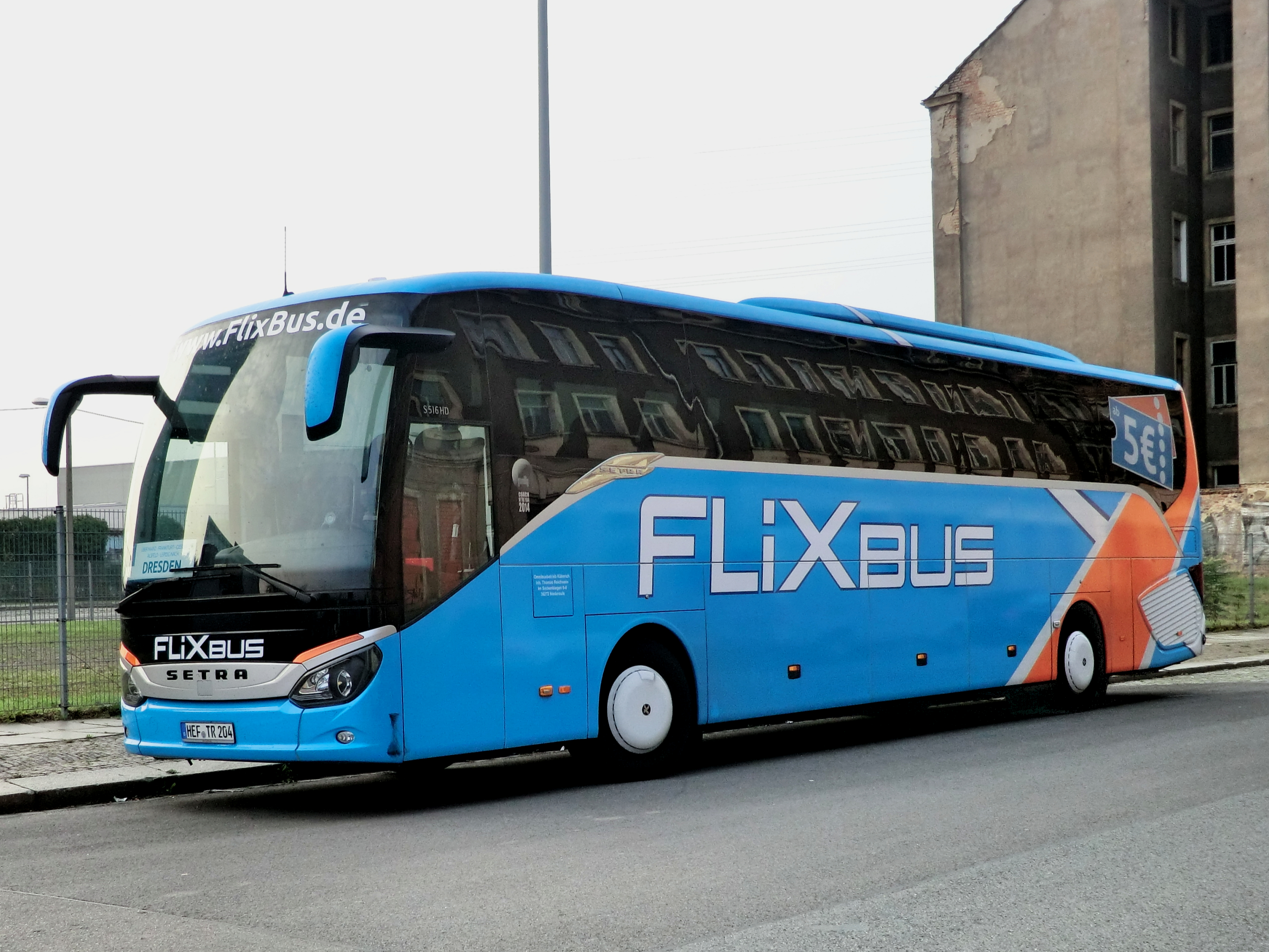
Autobús Setra de FlixBus azul, el color original de la compañía.

FlixBus fue fundada en 2011, con la intención de adelantarse a la liberación de los servicios de autobús entre ciudades que iba a producirse en Alemania en 2013, no siendo hasta dicho año cuando lanzó sus tres primeras rutas en la zona de Baviera.
En enero de 2015 la empresa se une a MeinFernbus y es entonces cuando adoptará el color verde corporativo que la caracteriza en sustitución del color azul inicial. A mediados de ese año se produjo la primera internacionalización, siendo Francia el primer país en el que operaba fuera de Alemania y uniéndose Italia unos meses después. Al final del año 2015 ya estaba presente en una decena de países europeos y en 2016 prosiguió su expansión abriendo rutas en España y Reino Unido y adquiriendo varias empresas competidoras como Megabus o Postbus.
Los siguientes años prosiguieron con la expansión de la compañía a lo largo de todo el continente europeo, dando el salto a Norteamérica en 2018, donde estableció su base central en Los Ángeles.
En 2021 la compañía inició sus servicios en Brasil y al año siguiente, cuando ya contaba con una gran red de destinos en Estados Unidos, dio el salto a Canadá, con servicios inicialmente a Ontario.
En octubre del 2023, la compañía iniciará sus operaciones en Chile, haciéndose presente por segunda vez en Sur America después de Brasil. Este servicio alimentará la ciudad capital, Santiago con la ciudad costera de San Antonio (esta última solamente alimentada por los servicios de Pullman Bus desde Santiago y Pullman Lago Peñuelas desde Valparaíso).
En un futuro, la compañía iniciará sus operaciones en Argentina, Bolivia, Colombia, Ecuador, Panamá, Paraguay, Perú y Uruguay haciéndose presente en toda Latinoamérica.